# NGC 4519
NGC 4519 este o galaxie spirală situată în constelația Fecioara. A fost descoperită în 15 aprilie 1784 de către William Herschel. Se află la o distanță de 14,45 megaparseci de Pământ.